# Ян Кубіш
Ян Кубіш (словац. Ján Kubiš; нар. 12 листопада 1952) — словацький державний діяч і дипломат.

## Біографія
Народився 12 листопада 1952 року в місті Братислава, Чехословаччина). У 1976 закінчив Московський державний інститут міжнародних відносин.
З 1976 по 1980 — співробітник МЗС Чехословаччини.
З 1980 по 1985 — співробітник посольства Чехословаччини в Аддис-Абебі (Ефіопія).
З 1985 по 1988 — завідувач відділу безпеки і контролю над озброєннями МЗС Чехословаччини.
З 1989 по 1991 — співробітник посольства Чехословаччини в Москві (СРСР).
З 1991 по 1992 — генеральний директор Євроатлантичної секції в МЗС Чехословаччини.
З 1993 по 1994 — постійний представник Словаччини при Відділенні ООН в Женеві, а також ГАТТ та інших міжнародних організаціях.
З 1994 по 1999 — директор Центру з попередження конфліктів ОБСЄ, спецпредставник генерального секретаря ООН в Таджикистані і глава місії військових спостерігачів ООН в Таджикистані (ЮНМОТ).
З 1999 по 2005 — два терміни Генеральний секретар ОБСЄ.
У 2000 — спеціальний посланець голови ОБСЄ у Центральній Азії.
З 2005 по 2006 — спецпредставник Євросоюзу в Центральній Азії.
З 2006 по 2009 — міністр закордонних справ Словаччини в кабінеті Роберта Фіцо.
З 2008 по 2010 — Виконавчий секретар ЄЕК ООН
У листопаді 2021 року Ян Кубіш оголосив про свою відставку з посади спеціального посланника ООН у Лівії.